# Arai Hakuseki

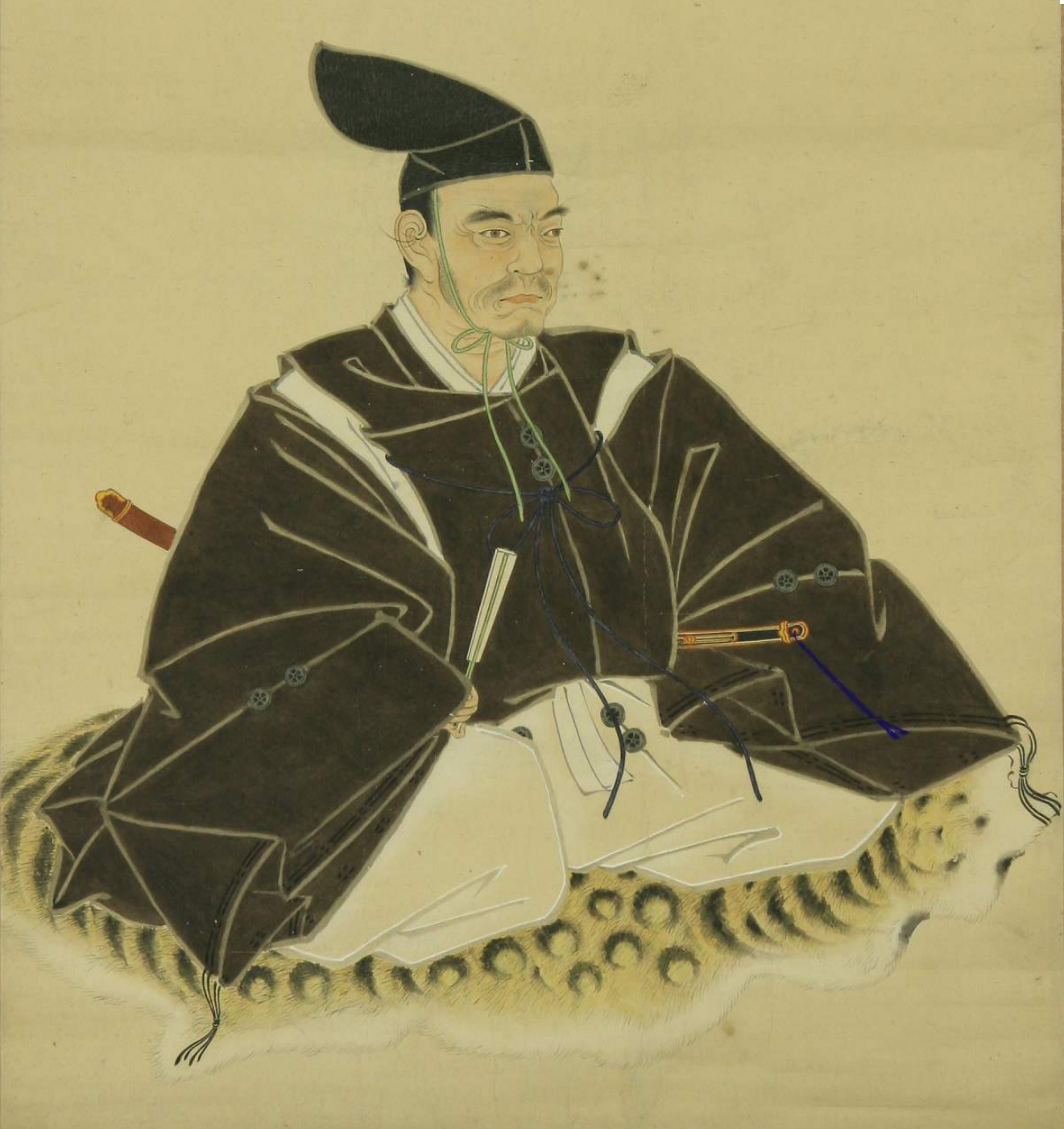
Arai Hakuseki

Arai Hakuseki (japanisch 新井 白石, Arai Hakuseki; * 24. März 1657 in Edo; † 29. Juni 1725 ebenda) war neokonfuzianischer Gelehrter, Ökonom, Dichter und Berater des Shōgun Tokugawa Ienobu. Hakuseki war ein Pseudonym, der eigentliche Vorname lautete Kimiyoshi (君美) bzw. in respektvoller Lesung Kinmi. Bekannt ist er vor allem deswegen, weil er in seinen Schriften ein Gesetz postulierte, das Ökonomen unter dem Namen Qualitätstheorie des Geldes oder Greshamsches Gesetz kennen. Des Weiteren schrieb er Bücher zum Shintō (Koshitsū, Koshitsū wakumon und Tōga) sowie geschichtliche und geographische Werke. Auch hinterließ er zahlreiche Gedichte im chinesischen Stil.

## Leben
Hakusekis Vater war Arai Masanari (新井 正済; 1597–1678), der in den Diensten des Fürstenhaus Tsuchiya der Domäne Kururi stand. Hakuseki zeigte bereits als Kind einen wachen Geist, der Legende nach soll er im Alter von drei Jahren ein konfuzianisches Werk Zeichen für Zeichen kopiert haben. Weil er im Jahr einer der größten Brandkatastrophen der Edo-Zeit („Meireki-Großbrand“, Meireki no taika 明暦の大火) geboren war, und weil sich seine Augenbrauen zum Schriftzeichen 火 (hi, Feuer) zusammenzogen, wenn er wütend wurde, gab ihm der Fürst Tsuchiya Toshinao, der großen Gefallen an ihm fand, den Spitznamen Hi-no-ko (火の子; „Feuerkind“). Nach Toshinaos Tod ging es mit dem Haus Tsuchiya bergab. Der geistesgestörte Sohn und Nachfolger Tsuchiya Naoki verlor das Lehen, die Burg wurde gar zerstört. Der damit ungebundene Hakuseki musste sich einen neuen Herren suchen. Schließlich trat er in die Dienste von Hotta Masatoshi, der als Regent (tairō) die höchste Position im Reichsrat des Shōgun innehatte. Doch nachdem Masatoshi 1684 einem Anschlag seines Vetters Inaba Masayasu zum Opfer fiel, das Lehen verlegt wurde und das Haus Hotta an Einfluss verlor, musste Hakuseki einmal mehr seinen Lebensweg neu justieren. Schließlich nahm er 1686 das Studium des Konfuzianismus unter dem bekannten Gelehrten Kinoshita Jun’an (1621–1699) auf. Hier lernte er einige illustre Köpfe wie Amenomori Hōshu kennen, die eine große Karriere vor sich hatten.
1693 trat er in die Dienste des Fürsten (Daimyō) der Domäne Kōfu, Tokugawa Tsunatoyo (1662–1712). Tsunatoyo war einer der Enkel von Iemitsu, des 3. Shōguns der Tokugawa-Dynastie. Als der kinderlose Shōgun Tsunayoshi 1709 starb, wurde der 48-jährige Tsunatoyo dessen Nachfolger und regierte unter dem Namen Ienobu. Während der wenigen Jahre bis zu seinem Tode drückte er mächtige Anhänger seines Vorgängers aus dem Amt und begann mit der Hilfe von Arai Hakuseki und Manabe Akifusa das Finanzwesen und den Außenhandel zu reformieren. Diese Politik wurde von den beiden unter dem einzigen überlebenden Sohn und Nachfolger Ietsugu fortgesetzt, der als Vierjähriger sein Amt antrat und als Siebenjähriger starb. Insbesondere galt es, die Staatsfinanzen in den Griff zu bekommen. Eine Analyse der Handelsbücher ergab, dass im Außenhandel 75 % des Goldes und 25 % des Silbers abflossen, was wegen der fehlenden Deckung die eigene Währung destabilisierte. Durch „Neue Regulierungen für den Überseehandel“ (Kaihaku Goshi Shinrei, 海舶互市新例) wurde die Zahl der jährlich in Nagasaki einlaufenden chinesischen und niederländischen Schiffe wie auch das Handelsvolumen beschränkt. Zudem wurden die importierten Güter möglichst mit japanischen Produkten wie Seide, Porzellan und getrockneten Meeresfrüchten bezahlt. Nagasaki stand unter direkter Kontrolle der Regierung. Der über die Provinzen Tsushima und Satsuma  laufende Handel mit Korea bzw. dem Königreich Ryūkyū (heute Präfektur Okinawa) wurde von den lokalen Fürstenhäusern weitgehend unabhängig betrieben. Da hier wichtige Güter wie Ginseng ins Land kamen, die Bezahlung in Silber zudem unvermeidbar war, stieß Arai schnell auf Widerstand und die Zentralregierung an die Grenzen ihrer Kontrollfähigkeit. Proteste aus Tsushima gab es auch, als das kostspielige Zeremoniell für die Gesandtschaft vereinfacht wurde, die die koreanische Joseon-Dynastie jedes Mal nach Edo schickte, wenn ein neuer Shōgun seine Herrschaft antrat.
1709 befragte er mit Hilfe des begabten Dolmetschers Imamura Eisei den illegal eingereisten Jesuiten Giovanni Battista Sidotti und baute zu ihm ein Vertrauensverhältnis auf, wodurch er viele Informationen erhielt. Die auf dieser Grundlage um 1715 kompilierte Schrift Seiyō Kibun gibt im ersten Teil Arais Gespräche mit Siddotti wieder. Der zweite Teil ist den fünf Kontinenten gewidmet, der dritte dem Katholizismus. Ein zweiter, um 1713 entstandener Text beschreibt unter dem Titel Sairan Igen die Geographie, Geschichte, das Brauchtum und Lebewesen in der Welt.
Nach Ietsugu Ableben gab er seinen Posten am Hof auf und widmete sich ganz dem Schreiben. Als er 1725 starb, wurde er zunächst im Hōon-Tempel (Hōon-ji, 報恩寺) in Asakusa (heute Taitō-ku, Tokio) begraben, das Grab jedoch später in den Kōtoku-Tempel (Kōtoku-ji, 高徳寺) (Nakano, Tokio) verlegt.

## Werke (Auswahl)
- Hankanfu (藩翰譜) – Stammbäume verschiedener Landesfürsten (Daimyō)
- Koshitsū (古史通) – Ein Werk über das japanische Altertum
- Oritaku Shiba-no-ki (折りたく柴の記) – Memoiren. Englische Übersetzung: Joyce Akroyd, Told round a brushwood fire: The autobiography of Arai Hakuseki. Tokio: University of Tokyo Press, 1979.
- Sairan Igon (采覧異言) – Eine fünfbändige Beschreibung vieler Regionen der Welt (Geographie, Geschichte, Brauchtum, Tierwelt usw.)
- Seiyō Kibun (西洋記聞) – Eine dreiteilige Beschreibung Europas
- Tokushi Yoron (読史余論) – ein Geschichtswerk. Annotierte englische Übersetzung: Ackroyd, Joyce, Lessons from History. The Tokushi Yoron by Arai Hakuseki. St. Lucia: University of Queensland, 1982